# Festival de Cannes 2022
O 75º Festival Anual de Cinema de Cannes foi um festival de cinema que aconteceu entre os dias 17 a 28 de maio de 2022. e contou com uma homenagem ao ator Tom Cruise, cujo filme Top Gun: Maverick estreou no festival, premiando também o ator com uma Palma de Honra, prêmio em curto prazo. O cartaz oficial foi concebido como uma homenagem a The Truman Show (1998). Além disso, o evento retornou a sua capacidade total de espectadores após a interrupção dos dois últimos eventos devido às restrições em decorrência da Pandemia de COVID-19 na França. 
Durante a realização do evento, o vencedor do principal prêmio, Palm d'Or foi Triangle of Sadness, longa-metragem sueco dirigido por Ruben Östlund, vencedor pela segunda vez, em 2017 levou o prêmio por Rutan. The Worst Ones, filme da França levou o Un Centain Regard, Close e Stars at Noon empataram no Grand Prix. E, por fim, o prêmio do Juri também acabou empatado entre Eo e The Eight Mountains.

## Jurados
Os seguintes júris foram nomeados ao festival.

### Competição Principal
- Vincent Lindon,  Ator francês, presidente do júri
- Asghar Farhadi, Diretor, roteirista e produtor iraniano
- Rebecca Hall, Atriz, produtora, diretora e roteirista inglesa
- Ladj Ly, Diretor, roteirista, ator e produtor francês
- Jeff Nichols, Diretor e roteirista americano
- Deepika Padukone, Atriz indiana
- Noomi Rapace, Atriz sueca
- Joachim Trier, Diretor e roteirista norueguês
- Jasmine Trinca, Atriz e diretora italiana

### Un Certain Regard
- Valeria Golino,  Atriz, diretora e produtora italiana, presidente do júri
- Benjamin Biolay, Cantor, compositor, ator e produtor francês
- Debra Granik, Diretor americano
- Joanna Kulig, Atriz polonesa
- Édgar Ramírez, Ator e produtor venezuelano

### Caméra d'or
- Rossy de Palma, Atriz espanhola, presidente do júri
- Natasza Chroscicki, Francês, diretor geral da Arri na França.
- Lucien Jean-Baptiste, Diretor, roteirista e ator francês
- Jean-Claude Larrieu, Diretor de Fotografia francês
- Samuel Le Bihan, Ator Francês
- Olivier Pelisson, Filme Crítico francês
- Éléonore Weber, Diretor e autor francês

### Cinéfondation e curtas-metragens
- Yousry Nasrallah, Diretor egípcio, presidente do júri
- Monia Chokri, Atriz, diretora e roteirista canadense
- Félix Moati, Ator, diretor e roteirista francês
- Laura Wandel, Diretor e roteirista belga
- Jean-Claude Raspiengeas, Jornalista e crítico literário francês

## Seleção Oficial

### Em Competição
Os seguintes filmes foram selecionados para concorrer ao prêmio Palme d'Or:
| Título em Inglês     | Título Original       | Diretor(es)                                   | País(es) de produção                     |
| -------------------- | --------------------- | --------------------------------------------- | ---------------------------------------- |
| Armageddon Time      | Armageddon Time       | James Gray                                    | Estados Unidos                           |
| Boy from Heaven      | Boy from Heaven       | Tarik Saleh                                   | Suécia • Finlândia                       |
| Broker               | 브로커                | Hirokazu Kore-eda                             | Coreia do Sul                            |
| Brother and Sister   | Frère et sœur         | Arnaud Desplechin                             | França                                   |
| Close                | Close                 | Lukas Dhont                                   | Bélgica • Países Baixos • França         |
| Crimes of the Future | Crimes of the Future  | David Cronenberg                              | Canadá • Grécia                          |
| Decision to Leave    | 헤어질 결심           | Park Chan-wook                                | Coreia do Sul                            |
| The Eight Mountains  | Le otto montagne      | Charlotte Vandermeersch, Felix van Groeningen | Itália • Bélgica                         |
| EO                   | Io                    | Jerzy Skolimowski                             | Polónia • Itália                         |
| Forever Young        | Les Amandiers         | Valeria Bruni Tedeschi                        | França                                   |
| Holy Spider          | Holy Spider           | Ali Abbasi                                    | Dinamarca • Suécia • França • Alemanha   |
| Leila's Brothers     | برادران لیلا          | Saeed Roustayi                                | Irão                                     |
| Mother and Son       | Un petit frère        | Léonor Serraille                              | França                                   |
| Nostalgia            | Nostalgia             | Mario Martone                                 | Itália                                   |
| Pacifiction          | Tourment sur les îles | Albert Serra                                  | Espanha • Portugal • França • Alemanha   |
| R.M.N.               | R.M.N.                | Cristian Mungiu                               | Roménia                                  |
| Showing Up           | Showing Up            | Kelly Reichardt                               | Estados Unidos                           |
| Stars at Noon        | Stars at Noon         | Claire Denis                                  | França                                   |
| Tchaikovsky's Wife   | Жена Чайковского      | Kirill Serebrennikov                          | Rússia • França • Suíça                  |
| Tori and Lokita      | Tori et Lokita        | Jean-Pierre and Luc Dardenne                  | Bélgica • França                         |
| Triangle of Sadness  | Triangle of Sadness   | Ruben Östlund                                 | Suécia • França • Reino Unido • Alemanha |

### Un Certain Regard
Os seguintes filmes foram selecionados para competir na seção Un Certain Regard:
| Título em Inglês                     | Título Original     | Diretor(es)                | País(es) de produção                       |
| ------------------------------------ | ------------------- | -------------------------- | ------------------------------------------ |
| All the People I'll Never Be         | Retour à Séoul      | Davy Chou                  | França                                     |
| The Blue Caftan                      | Le Bleu du caftan   | Maryam Touzani             | Marrocos                                   |
| Burning Days                         | Kurak Günler        | Emin Alper                 | Turquia                                    |
| Butterfly Vision (CdO)               | Бачення метелика    | Maksym Nakonechnyi         | Croácia • Chéquia • Suécia • Ucrânia       |
| Corsage                              | Corsage             | Marie Kreutzer             | Austrália • França • Alemanha • Luxemburgo |
| Domingo and the Mist                 | Domingo y la niebla | Ariel Escalante Meza       | Costa Rica • Catar                         |
| Father & Soldier (filme de abertura) | Tirailleurs         | Mathieu Vadepied           | França • Senegal                           |
| Godland                              | Vanskabte Land      | Hlynur Pálmason            | Dinamarca • Islândia • França • Suécia     |
| Harka (CdO)                          | Harka (CdO)         | Lotfy Nathan               | Tunísia                                    |
| Joyland (CdO)                        | Joyland (CdO)       | Saim Sadiq                 | Paquistão                                  |
| The Worst Ones (CdO)                 | Les Pires           | Lise Akoka, Romane Gueret  | França                                     |
| Mediterranean Fever                  | Mediterranean Fever | Maha Haj                   | Palestina                                  |
| Metronom (CdO)                       | Metronom (CdO)      | Alexandru Belc             | Roménia                                    |
| More Than Ever                       | Plus que jamais     | Emily Atef                 | Alemanha • França                          |
| Plan 75 (CdO)                        | Plan 75 (CdO)       | Chie Hayakawa              | Japão • Filipinas • França                 |
| Rodeo (CdO)                          | Rodéo               | Lola Quivoron              | França                                     |
| Sick of Myself                       | Syk Pike            | Kristoffer Borgli          | Noruega                                    |
| The Silent Twins                     | The Silent Twins    | Agnieszka Smoczyńska       | Polónia • Reino Unido • Estados Unidos     |
| The Stranger                         | The Stranger        | Thomas M. Wright           | Austrália                                  |
| War Pony (CdO)                       | War Pony (CdO)      | Riley Keough, Gina Gammell | Estados Unidos                             |

(CdO) indica um filme elegível a Caméra d'Or como estreia na direção de longa-metragem.

### Fora de Competição
Foram selecionados para exibição fora de competição os seguintes filmes:
| Título em Inglês                | Título Original                 | Diretor(es)                 | País(es) de produção       |
| ------------------------------- | ------------------------------- | --------------------------- | -------------------------- |
| Elvis                           | Elvis                           | Baz Luhrmann                | Austrália, Estados Unidos  |
| Final Cut (filme de abertura)   | Coupez !                        | Michel Hazanavicius         | França                     |
| The Innocent                    | L'Innocent                      | Louis Garrel                | França                     |
| Mascarade                       | Mascarade                       | Nicolas Bedos               | França                     |
| Novembre                        | Novembre                        | Cédric Jimenez              | França                     |
| Three Thousand Years of Longing | Three Thousand Years of Longing | George Miller               | Austrália • Estados Unidos |
| Top Gun: Maverick               | Top Gun: Maverick               | Joseph Kosinski             | Estados Unidos             |
| Sessões da meia-noite           |                                 |                             |                            |
| Hunt                            | 헌트                            | Lee Jung-jae                | Coreia do Sul              |
| Moonage Daydream                | Moonage Daydream                | Brett Morgen                | Estados Unidos             |
| Rebel                           | Rebel                           | Adil El Arbi, Bilall Fallah | Bélgica                    |
| Smoking Causes Coughing         | Fumer fait tousser              | Quentin Dupieux             | França                     |

### Premiere de Cannes
Os seguintes filmes foram selecionados para serem exibidos na seção Premiere de Cannes:
| Título em Inglês           | Título Original                   | Diretor(es)       | País(es) de produção      |
| -------------------------- | --------------------------------- | ----------------- | ------------------------- |
| The Beasts                 | As Bestas                         | Rodrigo Sorogoyen | Espanha • França          |
| Diary of a Fleeting Affair | Chronique d'une liaison passagère | Emmanuel Mouret   | França                    |
| Dodo                       | Dodo                              | Panos H. Koutras  | Grécia • França • Bélgica |
| Don Juan                   | Don Juan                          | Serge Bozon       | França                    |
| Exterior Night             | Esterno notte                     | Marco Bellocchio  | Itália                    |
| Irma Vep (miniseries)      | Irma Vep (miniseries)             | Olivier Assayas   | Estados Unidos            |
| Nos frangins               | Nos frangins                      | Rachid Bouchareb  | França                    |
| La Nuit du 12              | La Nuit du 12                     | Dominik Moll      | França                    |

### Sessões Especiais
| Título em Inglês                   | Título Original                                                   | Diretor(es)                                 | País(es) de produção                 |
| ---------------------------------- | ----------------------------------------------------------------- | ------------------------------------------- | ------------------------------------ |
| All That Breathes                  | All That Breathes                                                 | Shaunak Sen                                 | Índia • Reino Unido • Estados Unidos |
| Jerry Lee Lewis: Trouble in Mind   | Jerry Lee Lewis: Trouble in Mind                                  | Ethan Coen                                  | Estados Unidos                       |
| Little Nicholas: Happy as Can Be   | Le Petit Nicolas: Qu'est-ce qu'on attend pour être heureux? (CdO) | Amandine Fredon, Benjamin Massoubre         | França                               |
| Marcel ! (CdO)                     | Marcel ! (CdO)                                                    | Jasmine Trinca                              | Itália                               |
| My Imaginary Country               | Mi país imaginario                                                | Patricio Guzmán                             | Chile                                |
| The Natural History of Destruction | Natūrali naikinimo istorija                                       | Sergei Loznitsa                             | Ucrânia                              |
| Remains of the Wind                | Restos Do Vento                                                   | Tiago Guedes                                | Portugal                             |
| Feminist Riposte (CdO)             | Riposte féministe                                                 | Marie Perennès, Simon Depardon              | França                               |
| Salam                              | Salam                                                             | Mélanie Diam's, Houda Benyamina, Anne Cissé | França                               |
| The Vagabonds (CdO)                | The Vagabonds (CdO)                                               | Doroteya Droumeva                           | Alemanha                             |

(CdO) indica um filme elegível a Caméra d'Or como estreia na direção de longa-metragem.

### Curtas Metragens
De 3.507 inscritos, os seguintes filmes foram selecionados para concorrer ao Palm d'Or de Curtas Metragens.
| Título em Inglês                    | Título Original  | Diretor(es)         | País(es) de produção    |
| ----------------------------------- | ---------------- | ------------------- | ----------------------- |
| Tsutsuɛ                             | Tsutsuɛ          | Amartei Armar       | Gana • França           |
| A Short Story                       | 破碎太阳之心     | Bi Gan              | China                   |
| Melancholy of my Mother's Lullabies | Lori             | Abinash Bikram Shah | Nepal • Hong Kong       |
| The Water Murmurs                   | 海边升起一座悬崖 | Chen Jianying       | China                   |
| Cherries                            | Uogos            | Vytautas Katkus     | Lituânia                |
| Same Old                            | Same Old         | Lloyd Lee Choi      | Estados Unidos • Canadá |
| Fire at the Lake                    | Le Feu au lac    | Pierre Menahem      | França                  |
| Persona                             | 각질             | Moon Sujin          | Coreia do Sul           |
| Night Light                         | Luz Nocturna     | Kim Torres          | Costa Rica              |

### Cinéfondation
A seção Cinéfondation concentra-se em filmes feitos por alunos de faculdades de cinema As 16 inscrições a seguir (13 live-action e 3 animações) foram selecionadas entre 1.528 inscrições. Quatro dos filmes selecionados representam escolas que participam pela primeira vez da Cinéfondation.
| Título em Inglês                           | Título Original                            | Diretor(es)       | País(es) de produção                              |
| ------------------------------------------ | ------------------------------------------ | ----------------- | ------------------------------------------------- |
| Liquid Bread                               | Chlieb náš každodenný                      | Alica Bednáriková | FTF VŠMU, Suíça                                   |
| Mumlife                                    | Mumlife                                    | Ruby Challenger   | AFTRS, Austrália                                  |
| All of This Belongs to You                 | Tout ceci vous reviendra                   | Lilian Fanara     | La Fémis, França                                  |
| Humans Are Dumber When Crammed Up Together | Les Humains sont cons quand ils s'empilent | Laurène Fernandez | CinéFabrique, França                              |
| A Conspiracy Man                           | Il Barbiere complottista                   | Valerio Ferrara   | Centro Sperimentale di Cinematografia, Itália     |
| The Pass                                   | The Pass                                   | Pepi Ginsberg     | New York University, Estados Unidos               |
| Kinship                                    | Sheherut                                   | Orin Kadoori      | Tel Aviv University, Israel                       |
| Nauha                                      | Nauha                                      | Pratham Khurana   | Whistling Woods International, Índia              |
| We Are Not There Tomorrow                  | Jutro Nas Tam Nie Ma                       | Olga Kłyszewicz   | Łódź Film School, Polónia                         |
| Somewhere                                  | 地儿                                       | Li Jiahe          | Hebei University of Science and Technology, China |
| The Silent Whistle                         | Feng Zheng                                 | Li Yingtong       | Emerson College, Estados Unidos                   |
| Mistida                                    | Mistida                                    | Falcão Nhaga      | ESTC, Portugal                                    |
| Glorious Revolution                        | Glorious Revolution                        | Masha Novikova    | London Film School, Reino Unido                   |
| That's Amore                               | 100% Flået Kærlighed                       | Malthe Saxer      | Den Danske Filmskole, Dinamarca                   |
| Craze                                      | Hajszálrepedés                             | Bianka Szelestey  | Eötvös Loránd University, Hungria                 |
| Spring Roll Dream                          | Spring Roll Dream                          | Mai Vu            | NFTS, Reino Unido                                 |

### Clássicos de Cannes
Os seguintes filmes foram selecionados para serem exibidos no Clássicos de Cannes:

#### Restauros
| Título em Inglês                | Título Original                | Diretor(es)               | País(es) de produção                 |
| ------------------------------- | ------------------------------ | ------------------------- | ------------------------------------ |
| Black God, White Devil (1964)   | Deus e o Diabo na Terra do Sol | Glauber Rocha             | Brasil                               |
| Daisies (1966)                  | Sedmikrásky                    | Věra Chytilová            | Chéquia                              |
| If I Were a Spy (1967)          | Si j'étais un espion           | Bertrand Blier            | França                               |
| Itim (1976)                     | Itim (1976)                    | Mike De Leon              | Filipinas                            |
| The Last Waltz (1978)           | The Last Waltz (1978)          | Martin Scorsese           | Estados Unidos                       |
| The Mother and the Whore (1972) | La Maman et la putain          | Jean Eustache             | França                               |
| Pratidwandi (1970)              | Pratidwandi (1970)             | Satyajit Ray              | Índia                                |
| The Red Head (1932)             | Poil de Carotte                | Julien Duvivier           | França                               |
| Shoeshine (1946)                | Sciuscià                       | Vittorio De Sica          | Itália                               |
| Singin' in the Rain (1952)      | Singin' in the Rain (1952)     | Gene Kelly, Stanley Donen | Estados Unidos                       |
| Thampu (1978)                   | Thampu (1978)                  | G. Aravindan              | Índia                                |
| The Trial (1962)                | The Trial (1962)               | Orson Welles              | França • Alemanha Ocidental • Itália |
| Viva la Muerte (1971) (CdO)     | Viva la Muerte (1971) (CdO)    | Fernando Arrabal          | França • Tunísia                     |

(CdO) indica um filme elegível a Caméra d'Or como estreia na direção de longa-metragem.

#### Documentários
| Título em Inglês                                     | Título Original                                      | Diretor(es)                         | País(es) de produção        |
| ---------------------------------------------------- | ---------------------------------------------------- | ----------------------------------- | --------------------------- |
| Gérard Philipe, le dernier hiver du Cid              | Gérard Philipe, le dernier hiver du Cid              | Patrick Jeudy                       | França                      |
| Hommage d'une fille à son père (CdO)                 | Hommage d'une fille à son père (CdO)                 | Fatou Cissé                         | Mali                        |
| Jane Campion, Cinema Woman                           | Jane Campion, la femme cinéma                        | Julie Bertuccelli                   | França                      |
| The Last Movie Stars, episodes 3 & 4                 | The Last Movie Stars, episodes 3 & 4                 | Ethan Hawke                         | Estados Unidos              |
| Official Film of the Olympic Games Tokyo 2020 Side A | Official Film of the Olympic Games Tokyo 2020 Side A | Naomi Kawase                        | Japão                       |
| L'Ombre de Goya par Jean-Claude Carrière             | L'Ombre de Goya par Jean-Claude Carrière             | José Luis Lopez-Linares             | França • Espanha • Portugal |
| Patrick Dewaere, My Hero                             | Patrick Dewaere, mon héros                           | Alexandre Moix                      | França                      |
| Romy, A Free Woman                                   | Romy femme libre                                     | Lucie Cariès, Clémentine Déroudille | França                      |
| Three in the Drift of the Creative Act               | Tres en la deriva del acto creativo                  | Fernando Solanas                    | Argentina                   |

(CdO) indica um filme elegível a Caméra d'Or como estreia na direção de longa-metragem.

### Cinéma de la plage
Os seguintes filmes foram selecionados para serem exibidos fora de competição, na seção "Cinema de la plage".
| Título em Inglês        | Título Original       | Diretor(es)                  | País(es) de produção |
| ----------------------- | --------------------- | ---------------------------- | -------------------- |
| The Godfather           | The Godfather         | Francis Ford Coppola         | Estados Unidos       |
| E.T.                    | E.T.                  | Steven Spielberg             | Estados Unidos       |
| The Truman Show         | The Truman Show       | Peter Weir                   | Estados Unidos       |
| Save Our Schools        | La Cour des Miracles  | Carine May and Hakim Zouhani | França               |
| This Is Spinal Tap      | This Is Spinal Tap    | Rob Reiner                   | Estados Unidos       |
| Brotherhood of the Wolf | Le Pacte des loups    | Christophe Gans              | França               |
| East/West               | Est-Ouest             | Régis Wargnier               | França               |
| A Monkey in Winter      | Un singe en hiver     | Henri Verneuil               | França               |
| Strictly Ballroom       | Strictly Ballroom     | Baz Luhrmann                 | Austrália            |
|                         | Fanfan la tulipe      | Christian-Jaque              | França               |
| The Last Picture Show   | The Last Picture Show | Peter Bogdanovich            | Estados Unidos       |

## Prêmios

### Em Competição
Foram atribuídos os seguintes prémios a filmes exibidos na competição principal:
- Palme d'Or: Triangle of Sadness de Ruben Östlund
- Grand Prix:
  - Close de Lukas Dhont
  - Stars at Noon de Claire Denis
- Melhor Diretor: Park Chan-wook por Decision to Leave
- Melhor Interpretação Feminina: Zar Amir Ebrahimi por Holy Spider
- Melhor Interpretação Masculina: Song Kang-ho por Broker
- Melhor Roteiro: Tarik Saleh por Boy from Heaven
- Jury Prize:
  - Eo by Jerzy Skolimowski
  - The Eight Mountains de Felix van Groeningen e Charlotte Vandermeersch
- Prêmio 75.º Aniversário: Tori and Lokita de Jean-Pierre e Luc Dardenne

### Un Certain Regard
- Un Certain Regard: The Worst Ones de Lise Akoka & Romane Gueret
- Un Certain Regard Prêmio do Juri: Joyland de Saim Sadiq
- Un Certain Regard Melhor Diretor: Alexandru Belc por Metronom
- Un Certain Regard Prêmio de Melhor Performance (concedido em conjunto):
  - Vicky Krieps em Corsage
  - Adam Bessa em Harka
- Un Certain Regard Prêmio de Melhor Roteiro: Mediterranean Fever de Maha Haj
- Un Certain Regard Premio « Coup de cœur »: Rodeo de Lola Quivoron

### Cinéfondation
- First Prize: A Conspiracy Man de Valerio Ferrara
- Second Prize: Somewhere de Li Jiahe
- Third Prize (concedido em conjunto):
  - Glorious Revolution de Masha Novikova
  - Humans Are Dumber When Crammed up Together de Laurène Fernandez

### Palme d'Or Honorário
- Honorary Palme d'Or:
  - Forest Whitaker[16]
  - Tom Cruise[17]

### Golden Camera
- Caméra d'Or: War Pony de Riley Keough e Gina Gammell

### Independent awards

#### FIPRESCI Prizes
- Em Competição: Leila's Brothers de Saeed Roustaee[18]
- Un Certain Regard: The Blue Caftan de Maryam Touzani
- Parallel section (primeiro longa): Love According to Dalva de Emmanuelle Nicot (Semana da Crítica Internacional)

#### Ecumenical Prize
- Prize of the Ecumenical Jury: Broker de Hirokazu Kore-eda[19]

#### International Critics' Week
- Grand Prize: La Jauria de Andrés Ramírez Pulido[20]
- French Touch Prize of the Jury: Aftersun de Charlotte Wells
- Louis Roederer Foundation Rising Star Award: Zelda Samson por Love According To Dalva
- Leitz Cine Discovery Prize por Short Film: Ice Merchants de João Gonzalez
- Gan Foundation Award por Distribution: The Woodcutter Story por Mikko Myllylahti
- SACD Prize: Andrés Ramírez Pulido por La Jauria
- Canal+ Award por Short Film: On Xerxes’ Throne de Evi Kalogiropoulou

#### Directors' Fortnight
- Europa Cinemas Label Award por Best European Film: One Fine Morning de Mia Hansen-Løve[21]
- SACD Award por Best French-language Film: The Mountain de Thomas Salvador
- Carrosse d'Or: Kelly Reichardt[22]

#### L'Œil d'or
- L'Œil d'or:[23] All That Breathes de Shaunak Sen
- Jury's Special Award: Mariupolis 2 de Mantas Kvedaravicius

#### Queer Palm
- Queer Palm: Joyland de Saim Sadiq[24]
- Short Film Queer Palm: Will You Look At Me by Shuli Huang

#### Prix François Chalais
- François Chalais Prize: Boy from Heaven de Tarik Saleh[25]

#### Prix de la Citoyenneté
- Citizenship Prize: Leila's Brothers de Saeed Roustaee[26]

#### Cannes Soundtrack Award
- Cannes Soundtrack Award: Paweł Mykietyn por EO

#### Prix des Cinémas Art et Essai
- AFCAE Art House Cinema Award: Triangle of Sadness de Ruben Östlund[27]
- Special Mention: Eo de Jerzy Skolimowski

#### Palm Dog
- Palm Dog Award: Brit em War Pony[28][29]
- Grand Jury Prize:
  - Marcel em Marcel!
  - Canine cast em Godland
- Palm DogManitarian Award: Patron (Ukrainian Jack Russell terrier mine sniffer)
- Palm Hound Dog: Titane

#### Trophée Chopard
- Chopard Trophy: Sheila Atim eJack Lowden[30]

## Ligações Externas
- Website Oficial